# 노팅엄 대학교
노팅엄 대학교(University of Nottingham)는 영국 이스트미들랜즈 노팅엄 소재의 공립 대학이다. 1881년 유니버시티 칼리지 노팅엄으로 설립 후 1948년 왕실 칙허를 획득했다. 영국의 상위권 대학 연합인 러셀 그룹의 일원이다. 약 32,000명의 학생이 재학 중이며 노벨상 수상자와 필즈상, 터너상 수상자 등을 배출하였다.

## 역사
1798년 교사 양성을 위한 성인 교육 기관으로 설립되어 케임브리지 대학교의 공개 강의를 진행하였다. 이는 당시 영국에서 유일한 공개 강의였다. 대학의 역사는 이후 1881년 유니버시티 칼리지 노팅엄, 1948년 노팅엄 대학교로 이어진다.
1920년대 대학교는 대대적인 확장을 거쳤으며 학교 수업의 대부분은 1928년 지어진 트렌트 빌딩(Trent Building)에서 이뤄졌다. 이 시기 마하트마 간디, H. G. 웰스, 알베르트 아인슈타인 등의 강연자들이 다녀갔다.

## 평가
130개국 32,000여명의 학생이 재학 중인 노팅엄 대학교는 영국에서 7번째로 큰 규모를 자랑한다. 이들 중 약 20퍼센트는 사립학교 출신이다.
러셀 그룹과 우니베르시타스 21의 일원이다. 2019년 QS 세계 대학 랭킹에서 82위, 타임스 고등교육 세계 대학 랭킹에서 영국 내 16위를 기록했다. 풀브라이트 프로그램은 노팅엄 대학교를 "가장 오래되고, 가장 크고, 가장 명망있는 영국 대학들 중 하나"라고 묘사했다.

## 저명한 동문
피터 맨스필드가 물리학과 교수로 재직하였다. 널리 알려진 동문으로는 문학가 D. H. 로런스, 경제학자 클라이브 그레인저, 음악 그룹 런던 그래머 등이 있다.